# Vérdi erődtemplom
A vérdi erődtemplom műemlékké nyilvánított épület Romániában, Szeben megyében. A romániai műemlékek jegyzékében az SB-II-m-B-12583 sorszámon szerepel.